# Ulassai

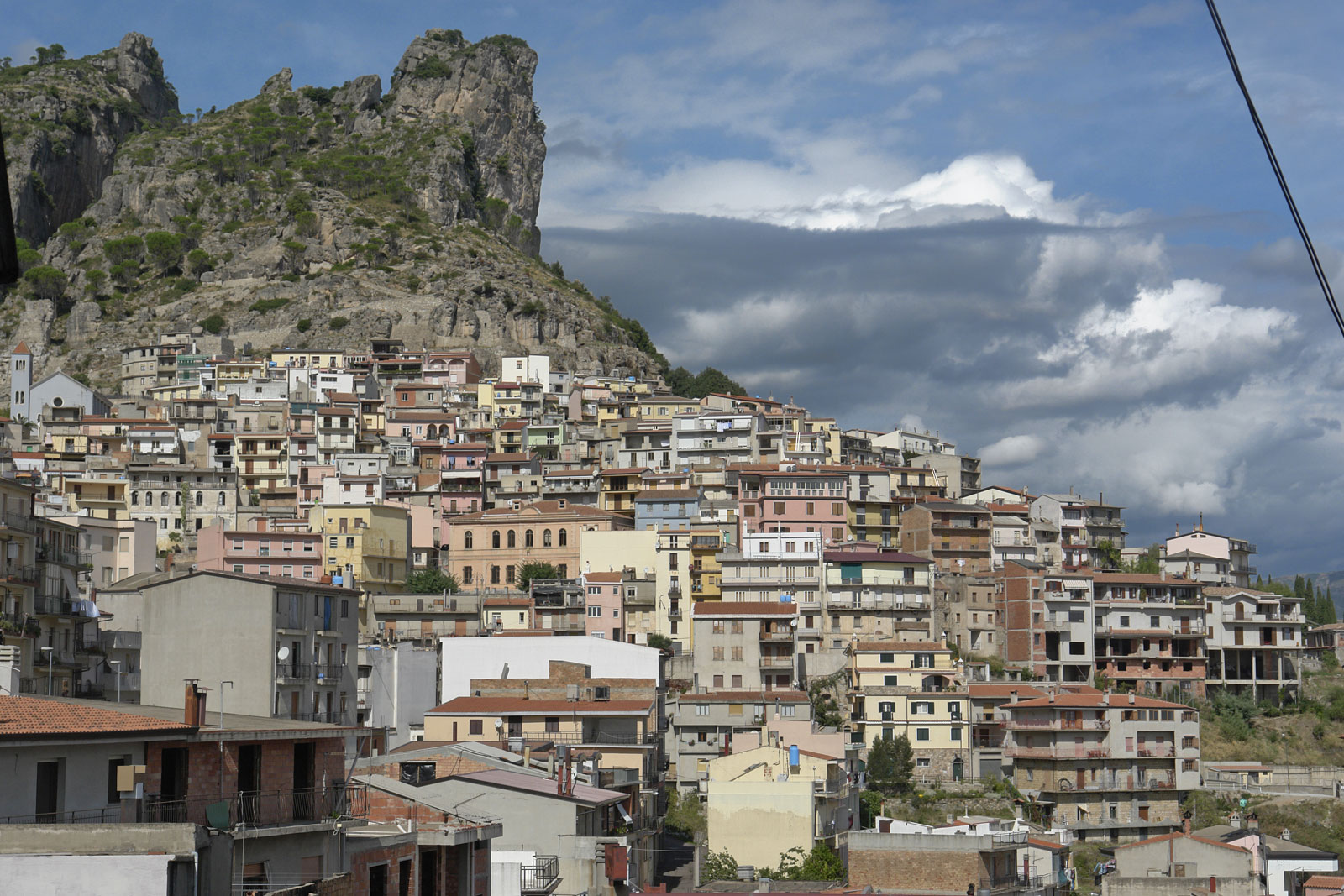
Ulassai auf Sardinien

Ulassai ist eine italienische Gemeinde (comune) mit 1361 Einwohnern (Stand 31. Dezember 2023) in der Provinz Ogliastra auf Sardinien. Die Gemeinde liegt etwa 18,5 Kilometer südwestlich von Tortolì am Monte Tisiddu.

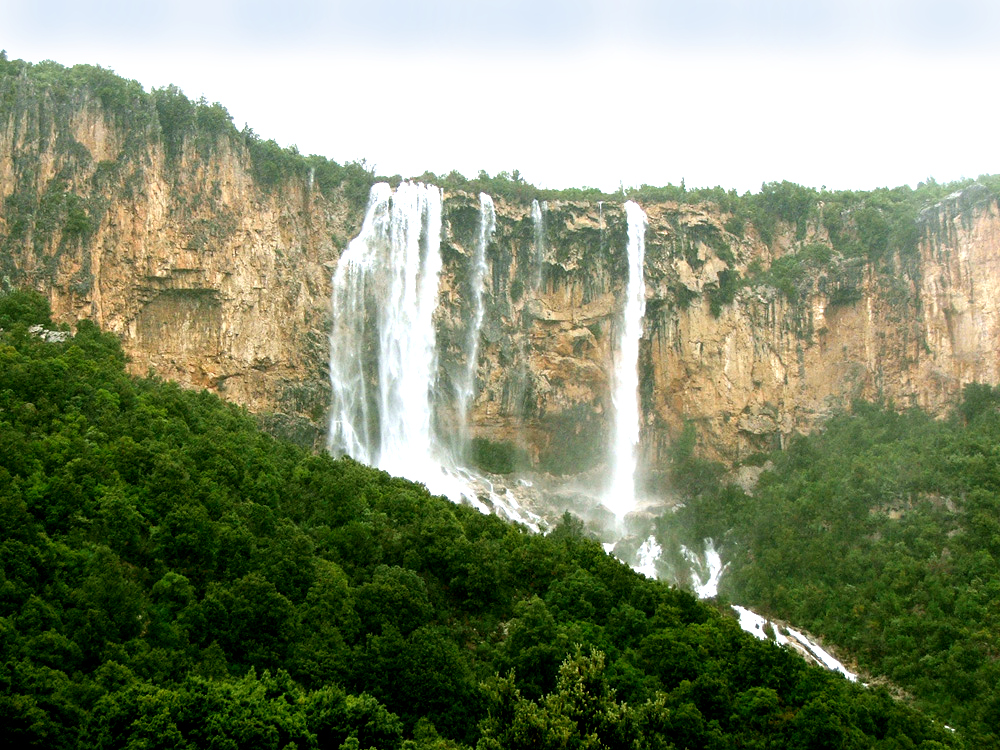
Wasserfälle von Lequarci in Ulassai

## Geschichte
In der Gemeinde befinden sich zahlreiche Nuraghen und eine Domus de Janas.

## Sportklettern
Die Felsen rund um Ulassai werden zum Sportklettern genutzt. Mit mittlerweile mehr als 1000 Routen zählt das Gebiet zu den größten und schönsten auf Sardinien.